# Coenotephria fasciata
Coenotephria fasciata är en fjärilsart som beskrevs av Eugen Wehrli 1920. Coenotephria fasciata ingår i släktet Coenotephria och familjen mätare. Inga underarter finns listade i Catalogue of Life.